# Rougsø Herred

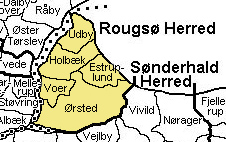
Rougsø Herred.

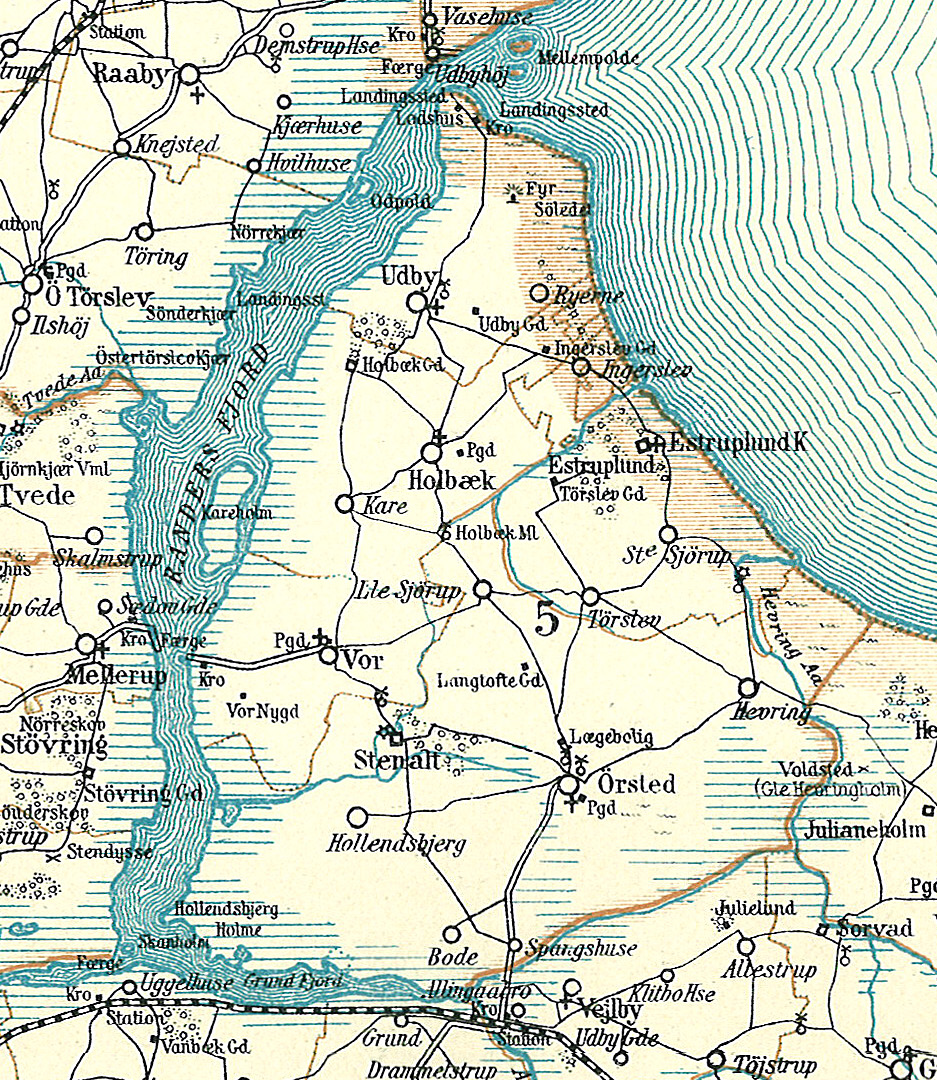
Rougsø Herred rond 1900

Rougsø Herred was een herred in het voormalige Randers Amt. De herred wordt niet genoemd in Kong Valdemars Jordebog. In 1970, bij de bestuurlijke reorganisatie in Denemarken ging het gebied op in de nieuwe provincie Aarhus.

## Parochies
Rougsø was de kleinste van de herreder in Randers Amt. Het omvatte slechts vijf parochies.
- Udby
- Holbæk
- Voer
- Estruplund
- Ørsted